# 美丽乌头
美丽乌头（学名：Aconitum pulchellum），为毛茛科乌头属下的一个植物种。